# Château d'Aigues-Joignant
Le château d'Aigues-Joignant est situé à Saint-Hilaire-sur-Benaize, en France. 

## Localisation
Le château est situé sur la commune de Saint-Hilaire-sur-Benaize, située dans le département de l'Indre, en région Centre-Val de Loire. À la confluence de la Benaize et de l'Anglin. 

## Description
Une ancienne chapelle a fait place au château d'Aigues-Joignant un bâtiment de forme rectangulaire avec terrasse. Le corps de logis principal a été augmenté d’un étage et décoré d'ornements néo-Renaissance comme les meneaux ou les créneaux. Il est flanqué de deux tours rondes qui ne paraissent pas remonter au-delà du XVIe siècle. La grosse tour ouest abrite une belle salle gothique voutée d’ogives[réf. souhaitée].

## Historique
Le château appartenait à l'origine à la seigneurie de Cors tenue par les Sénebaud. Vers 1130, un membre de la famille donne le fief à l'abbaye de l'Étoile, installée à Archigny en Poitou. Au XVIe siècle, deux incendies ravagent l'édifice. En 1620, c'est l'abbé Jérôme Petit un des réformateurs de l'ordre de Cîteaux, qui le relève de ses cendres.[réf. souhaitée]